# ننه‌کران
ننه‌کران یک نقطه جمعیتی روستایی  است که در استان اردبیل، شهرستان نمین، بخش مرکزی، دهستان ویلکیج شمالی قرار دارد.

## جمعیت
بر اساس سرشماری سال 1395 جمعیت این شهر 935 نفر با ۲۴۳ خانوار بوده است. مردمان این روستا به زبان ترکی آذربایجانی  صحبت می کنند.
به نقل از ویکی پدیا سوئدی
نه نه کران (به فارسی: نَنِه كَران، نُنَه كَران، نَنَكَرَن، نُنِه كَران، نُنَه گران، نُنِه كَّان، نه نه كران، ننه كران) محلی در ایران است.[1] این شهر در استان اردبیل در شمال غربی کشور و در ۴۰۰ کیلومتری شمال غربی پایتخت تهران واقع شده است. نه نه کران از سطح دریا 1335 متر ارتفاع دارد[1] و 898 نفر جمعیت دارد.[2] زمین اطراف نه نه کاران متنوع است.[a] بلندترین نقطه در نزدیکی 1717 متر بالاتر از سطح دریا، 7.6 کیلومتری شمال شرقی نه نه کاران است. [4] نزدیکترین محله اصلی، نمین، در 7 کیلومتری شمال غربی نه نه کاران است. منطقه اطراف نه نه کران بیشتر از زمین های کشاورزی تشکیل شده است.[5] آب و هوای مدیترانه ای در این منطقه حاکم است.[6] میانگین دمای سالانه این منطقه 13 درجه سانتی گراد است. گرم ترین ماه آگوست است که میانگین دمای آن 24 درجه سانتی گراد است و سردترین ماه ژانویه با 2- درجه سانتی گراد است.[7] میانگین بارندگی سالانه 875 میلی متر است. مرطوب ترین ماه نوامبر با میانگین میزان بارش 165 میلی متر است و خشک ترین ماه جولای با میزان بارش 26 میلی متر است.[8]